# بور (آن)
بور (بالفرنسية: Port)‏ هي بلدية فرنسية تقع في إقليم الآن في فرنسا. رمز إنسي لها هو:1307. أما الرمز البريدي لها فهو: 1460.